# Voo Swissair 111
O voo 111 da Swissair foi uma rota internacional programada regular de passageiros do Aeroporto Internacional John F. Kennedy, em Nova York, Estados Unidos, para o Aeroporto Internacional de Genebra, em Genebra, Suíça. Esta rota também foi um voo codeshare com a Delta Air Lines. Em 2 de setembro de 1998, o McDonnell Douglas MD-11 que operava esta rota, caiu no Oceano Atlântico a sudoeste do Aeroporto Internacional Halifax, na entrada de St. Margarets Bay, Nova Escócia, Canadá. O local do acidente foi de 8 quilômetros (5 milhas; 4 milhas náuticas) da costa, aproximadamente equidistante das pequenas comunidades de pesca e turismo de Peggy's Cove e Bayswater. Todos os 229 passageiros e tripulantes a bordo morreram, tornando assim o acidente o mais mortal envolvendo um McDonnell Douglas MD-11 na história da aviação. As investigações apontaram que a queda do avião foi causada por um incêndio, que levou a falha elétrica.
A resposta de busca e salvamento, a operação de recuperação de acidentes e a investigação do governo do Canadá levaram mais de quatro anos e custaram CA$ 57 milhões. A investigação realizada pelo Conselho de Segurança e Transporte do Canadá (CSTC; Transportation Safety Board of Canada - TSB em inglês) concluiu que o material inflamável utilizado na estrutura da aeronave permitiu que um incêndio se espalhasse além do controle da tripulação, resultando na queda da aeronave. Foram feitas várias recomendações abrangentes que foram incorporadas aos novos padrões da Administração Federal de Aviação dos EUA.
O voo 111 da Swissair era conhecido como o "shuttle da ONU" por causa de sua popularidade entre os funcionários das Nações Unidas que viajavam entre os dois maiores centros da organização. A rota aérea também levou executivos, cientistas e pesquisadores.

## Aeronave
A aeronave acidentada era um McDonnell Douglas MD-11, número de série 48448, com registro HB-IWF, foi fabricada em 1991 e foi operado apenas pela Swissair. Ele foi primeiramente batizado como “Schaffhausen” (em homenagem à comuna Suíça de mesmo nome) até 1992, quando foi rebatizado para Vaud, em homenagem ao cantão suíço de mesmo nome. A aeronave acumulava um total de 36 041 horas de voo. Os três motores eram Pratt & Whitney 4462s. A cabine foi configurada com 241 assentos (12 na primeira classe, 49 na classe business e 180 na classe econômica). Os assentos da primeira classe e da classe executiva foram equipados com sistemas de monitores individuais de entretenimento a bordo (IFE) da Interactive Flight Technologies.
O sistema de entretenimento a bordo foi o primeiro do tipo equipado no avião. Permitiu que os passageiros da primeira classe e da classe executiva navegassem na web, selecionassem seus próprios filmes e jogos e jogassem. O sistema foi instalado na classe executiva um ano antes do acidente, entre 21 de agosto e 9 de setembro de 1997. Foi instalado na primeira classe cinco meses depois, em fevereiro de 1998, devido a atrasos na entrega.

## Tripulação
A aeronave tinha uma tripulação padrão, que consiste em um capitão, um copiloto e as 11 comissárias de bordo.
O piloto em comando era Urs Zimmermann, de 50 anos. No momento do acidente, ele tinha aproximadamente 10.800 horas de voo, das quais 900 horas no MD-11. Ele também foi piloto instrutor no mesmo modelo de aeronave. Antes de sua carreira na Swissair, ele foi piloto de caça da Força Aérea Suíça de 1966 a 1970. Zimmermann foi descrito como uma pessoa amigável com habilidades profissionais, que sempre trabalhou com exatidão e precisão.
O primeiro oficial, Stefan Löw, de 36 anos, teve aproximadamente 4.800 horas de voo, incluindo 230 horas no MD-11. Foi instrutor no MD-80 e A320. De 1982 a 1990, foi piloto da Força Aérea Suíça. A tripulação de cabine era composta por um maître de cabine (chefe dos comissários de bordo) e onze comissárias de bordo. Todos os membros da tripulação a bordo do voo 111 da Swissair foram qualificados, certificados e treinados de acordo com os regulamentos suíços sob as Autoridades Conjuntas de Aviação (JAA).

## Voo e acidente
O voo 111 decolou de Nova Iorque às 20h18 UTC-4 (21:18 UTC-3; 00h18 UTC). A partir das 20h33 até às 20h47, a aeronave sofreu uma queda na frequência de rádio por treze minutos. A causa do escurecimento foi determinada como sendo um erro na afinação das rádios de comunicação.

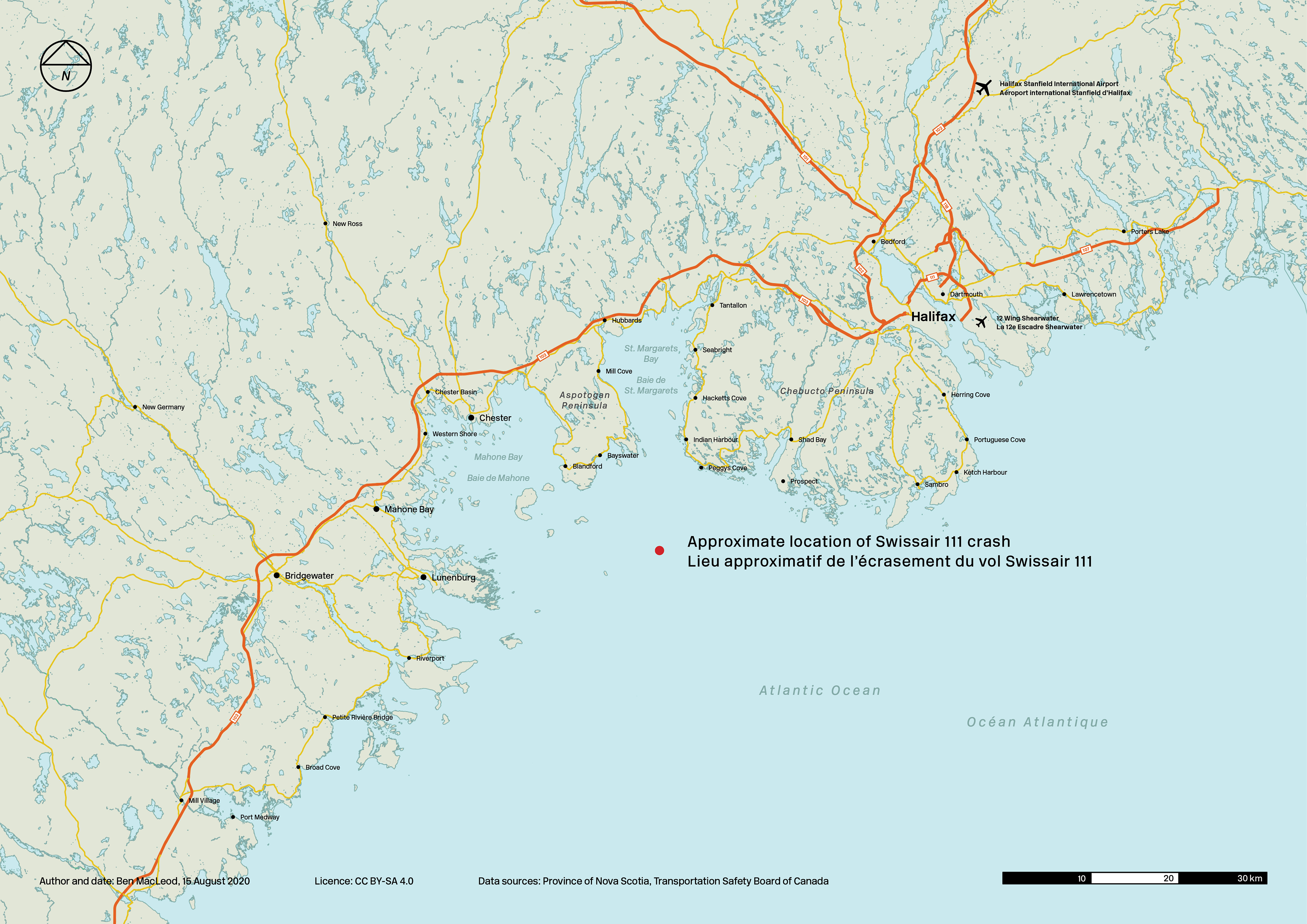
Local aproximado do desastre aéreo

Às 22h10 UTC-3 (01h10 UTC), voando ao nível de voo 330 (aproximadamente 33 000 pés ou 10 100 metros), o capitão detectou um cheiro estanho na cabine de comando. Achou que fosse fumaça do sistema de ar-condicionado, o que poderia ser facilmente resolvido com o fechamento da abertura do mesmo. Quatro minutos mais tarde, o cheiro e a fumaça se tornaram ainda mais perceptíveis. Às 22h14, o piloto declarou um Pan-pan e requisitou um pouso de emergência no Aeroporto Internacional de Boston, em Boston. O controle de tráfego aéreo ofereceu o Aeroporto Internacional de Halifax, Enfield, por ser mais próximo do local onde a aeronave se encontrava. A tripulação decidiu então colocar suas máscaras de oxigênio e iniciar a descida.

Às 22:18 (01:18 UTC), o Centro de Moncton entregou o voo 111 ao controle de tráfego aéreo do terminal de Halifax, a estação encarregada de controlar o tráfego de entrada e saída do aeroporto da Nova Escócia. Ao ser avisado pelo controle de tráfego aéreo local de que estavam a 30 milhas náuticas (55 km) do aeroporto, a tripulação solicitou mais distância para permitir que a aeronave descesse com segurança de sua altitude de 21.000 pés (6.400 m) no momento.

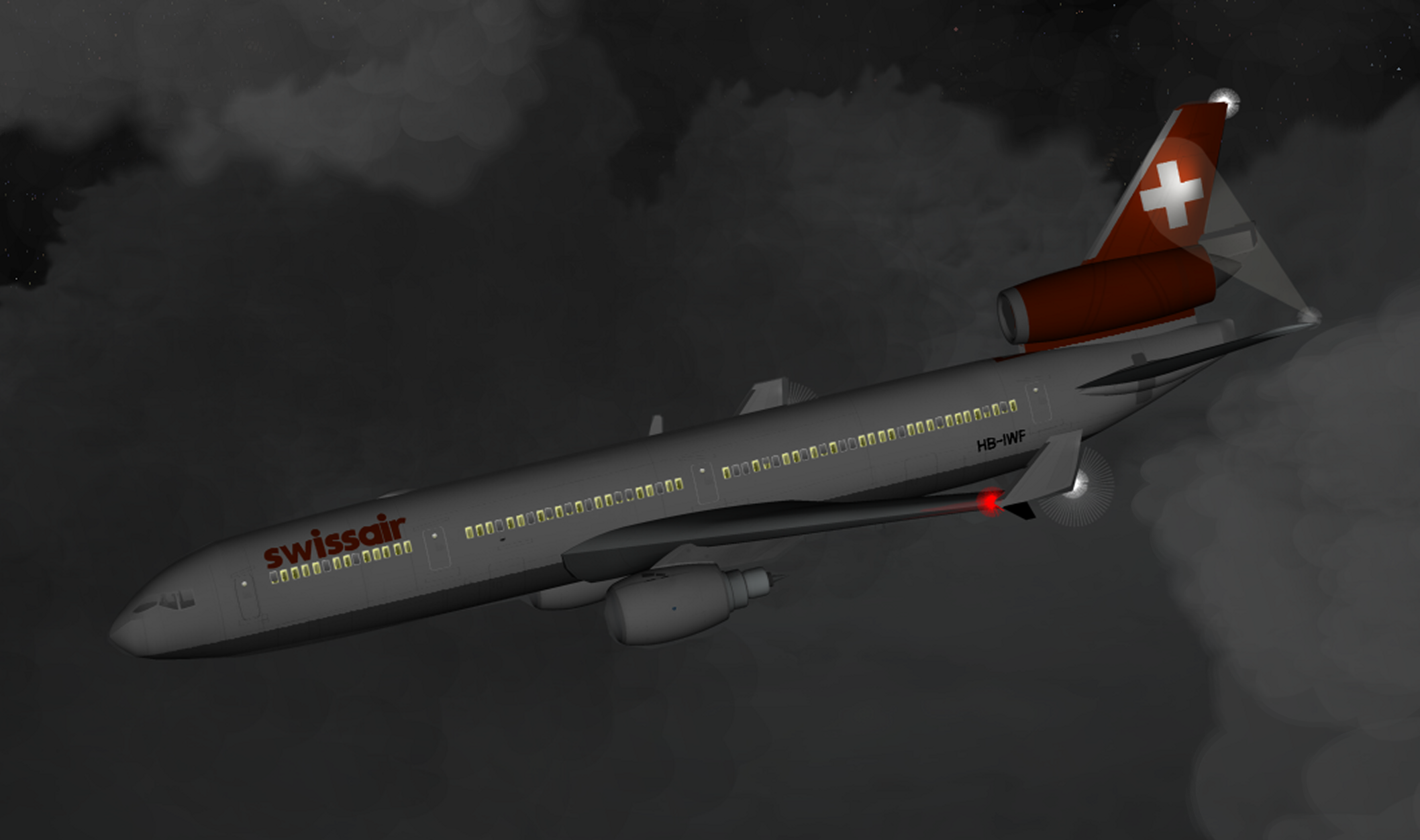
Imagem computadorizada do MD-11 acidentado

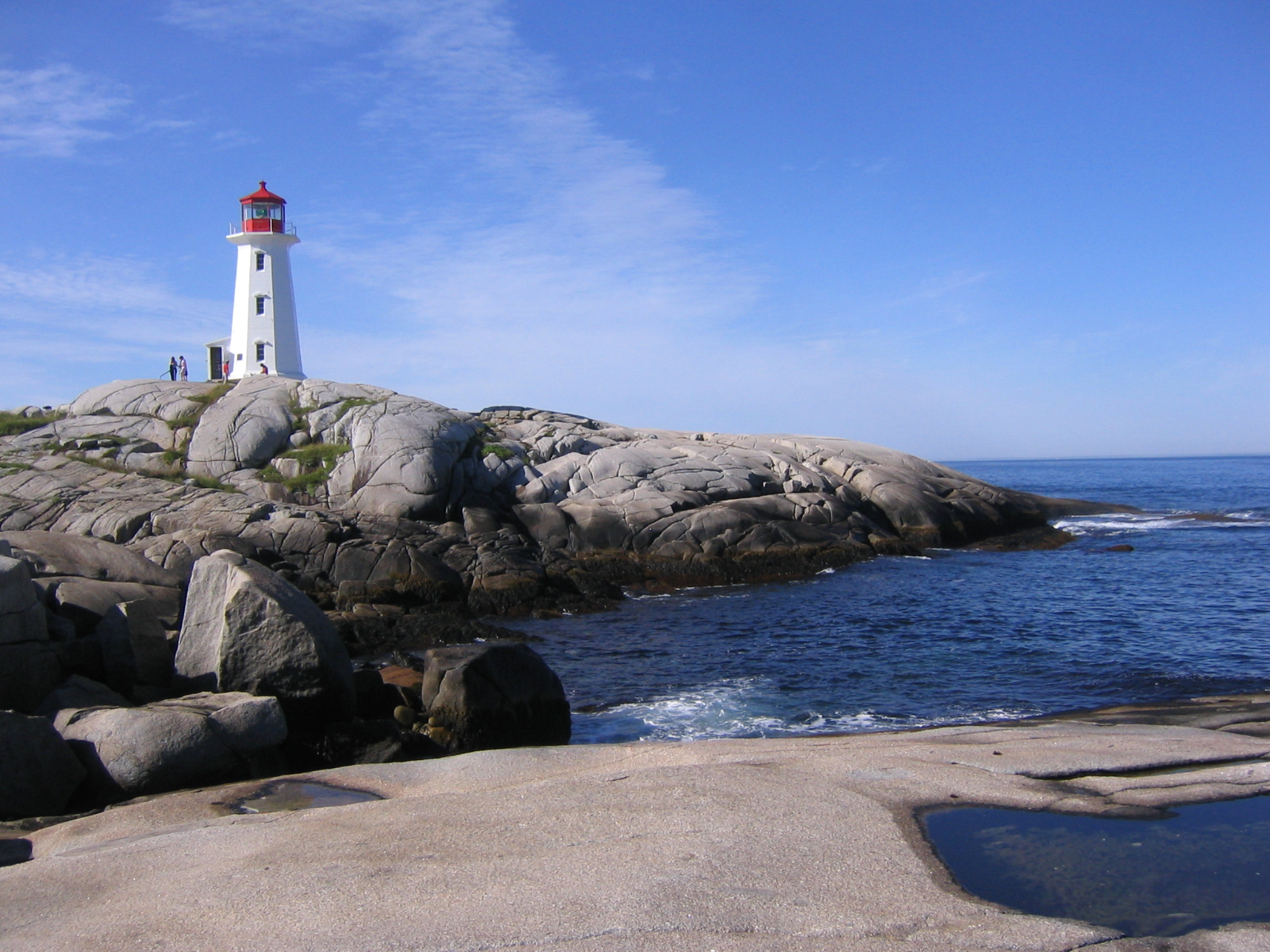
O voo 111 da Swissair caiu a 8 km (5 milhas) da costa de Peggy's Cove. Na foto está o icônico farol de Peggys Point da comunidade em 2005, com a Baía de St. Margarets vista abaixo do farol à direita

Às 22h20, o primeiro-oficial informou que precisariam despejar combustível, para realizar um pouso com mais segurança. O controle de tráfego aéreo informou-o que o lugar mais seguro para se fazer isso era sobre o Oceano Atlântico. O capitão aceitou e se dirigiu para o sul, na baía de St. Margarets para iniciar o despejo de combustível. Seguindo a lista de verificação da aeronave, a tripulação desligou a energia desnecessária na cabine de passageiros. Isso causou um vácuo na parte de cima, o que induziu o fogo a se espalhar pela cabine de comando, fazendo com que o piloto automático parasse de funcionar. Quatro minutos depois, a tripulação informou ao controle de aproximação de Halifax que "agora devemos voar manualmente", seguido de declaração de emergência. Dez segundos depois, a tripulação declarou emergência novamente, dizendo "... e estamos declarando emergência agora, Swissair 111"; esta foi a última transmissão recebida do voo 111.
O gravador de dados de voo da aeronave parou de operar às 22:25:40 AT (01:25:40 UTC), seguido um segundo depois pelo gravador de voz da cabine. O transponder da aeronave retomou brevemente a transmissão do radar secundário retorna das 22:25:50 às 22:26:04 (01:25:50 à 01:26:04 UTC), momento em que a altitude da aeronave era de 9.700 pés (3.000 m). Depois disso, a aeronave só pôde ser rastreada por meio do radar primário, que não fornece informações de altitude.
Às 22:31:18 (01:31:18 UTC), a aeronave atingiu o oceano a uma velocidade estimada de 345 milhas por hora (555 km/h; 154 m/s; 300 kn). A colisão com a água desacelerou a aeronave em aproximadamente 350 g, fazendo com que ela se desintegrasse instantaneamente em mais de 2 milhões de peças. A localização do acidente está aproximadamente nas coordenadas 44°24′33″N 63°58′25″W.
Observadores do farol de Peggy’s Cove e de St. Margarets Bay relataram ter visto uma aeronave de grande porte voando a uma altitude baixa. Moradores da região também relataram ter acordado com um som ensurdecedor.

## Vítimas
Havia 132 americanos (incluindo um comissário de bordo da Delta Air Lines e um comissário de bordo da United Airlines), 41 suíços (incluindo os 13 tripulantes), 30 franceses, três britânicos, três canadenses, três italianos, dois gregos, dois libaneses, um de cada do Afeganistão, China, Alemanha, Índia, Irã, Rússia, Arábia Saudita, Espanha, São Cristóvão e Nevis, México, Suécia e Iugoslávia, e outros quatro passageiros a bordo.
Jonathan Mann, ex-chefe do programa de AIDS da Organização Mundial da Saúde, e sua esposa, a pesquisadora de AIDS Mary Lou Clements-Mann, morreram no acidente.
| Nacionalidade         | Passageiros | Tripulação | Total |
| --------------------- | ----------- | ---------- | ----- |
| Afeganistão           | 1           |            | 1     |
| Canadá                | 4           |            | 4     |
| China                 | 1           |            | 1     |
| Egito                 | 1           |            | 1     |
| França                | 42          |            | 42    |
| Alemanha              | 1           |            | 1     |
| Grécia                | 1           |            | 1     |
| Índia                 | 1           |            | 1     |
| Irão                  | 1           |            | 1     |
| Itália                | 3           |            | 3     |
| Líbano                | 2           |            | 2     |
| México                | 1           |            | 1     |
| Rússia                | 1           |            | 1     |
| Arábia Saudita        | 1           |            | 1     |
| São Cristóvão e Neves | 1           |            | 1     |
| Espanha               | 1           |            | 1     |
| Suécia                | 1           |            | 1     |
| Suíça                 | 35          | 13         | 48    |
| Reino Unido           | 3           |            | 3     |
| Estados Unidos        | 117         | 1          | 118   |
| Iugoslávia            | 1           |            | 1     |
| Total                 | 215         | 14         | 229   |

## Resposta pós-queda

### Operação de busca e resgate
A operação de busca e salvamento (SAR) recebeu o codinome Operação Persistência e foi lançada imediatamente pelo Centro de Coordenação de Resgate Conjunto de Halifax (JRCC Halifax), que encarregou o Comando Aéreo, Comando Marítimo e Comando da Força Terrestre das Forças Canadenses (CF), Recursos da Guarda Costeira (CCG) e Auxiliar da Guarda Costeira Canadense (CCGA).
Os primeiros recursos de resgate a se aproximarem do local do acidente foram unidades voluntárias da CCGA, que eram principalmente barcos de pesca de propriedade privada que operavam em Peggy's Cove e Bayswater, bem como em outros portos na Baía de St. Margaret e na Península de Aspotogan. Eles logo se juntaram ao navio CCG SAR dedicado, CCGS Sambro; Helicópteros CH-124 Sea King, pilotados do CFB Shearwater por tripulações do 423º Esquadrão de Helicópteros Marítimos (MHS) e do 406º Esquadrão de Treinamento Operacional Marítimo (MOTS); e helicópteros CH-113 Labrador SAR voados do CFB Greenwood pelo Esquadrão de Transporte e Resgate 413 (TRS).
A proximidade do local do acidente com Halifax o colocou dentro de uma hora de navegação dos navios ancorados na maior base naval do Canadá, CFB Halifax, e uma das maiores bases CCG no Canadá, a Sede Regional CCG em Dartmouth. As chamadas foram enviadas imediatamente e os navios navegaram diretamente para a Baía de St. Margaret.
O serviço de ambulâncias da província, Serviços de Saúde de Emergência (EHS), recebeu a notícia do acidente às 22h39 e ordenou que 21 unidades de emergência de Halifax, Costa Sul da Nova Escócia e Vale de Annapolis respondessem. Um helicóptero da EHS também foi enviado para o local do acidente, e o Centro de Ciências da Saúde Rainha Elizabeth II em Halifax foi colocado em alerta de emergência. Os serviços de saúde de emergência foram interrompidos por volta das 3h30 da manhã seguinte, pois as expectativas de encontrar sobreviventes diminuíram.
A busca em terra, incluindo a busca no mar, foi de responsabilidade da Halifax Regional Search and Rescue. A organização foi responsável por todas as operações terrestres, incluindo operações militares e outras equipes de busca e resgate terrestre.

### Operação de busca e recuperação dos destroços
Na tarde de 3 de setembro, ficou claro que não havia sobreviventes do acidente.  A Real Polícia Montada do Canadá recebeu o comando geral da operação de recuperação, com o HMCS Preserver permanecendo no local.
A aeronave acabou destruída no impacto com a água e a maioria dos detritos afundou no fundo do oceano (numa profundidade de 55 m / 180 pés). Alguns pedaços do aparelho foram encontrados flutuando na área do acidente e, nas semanas seguintes, os destroços apareceram em litorais próximos.
O foco inicial da recuperação foi encontrar e identificar restos humanos e recuperar os gravadores de voo. Como a força de impacto foi "da ordem de pelo menos 350 g", a aeronave foi fragmentada e as condições ambientais permitiram apenas a recuperação de restos humanos junto com os destroços da aeronave.  Apenas um corpo foi encontrado intacto. Eventualmente, 147 foram identificados por impressões digitais, arcadas dentárias e exames de raios-X. Os 81 corpos restantes foram identificados por meio de análises de DNA.(p264)

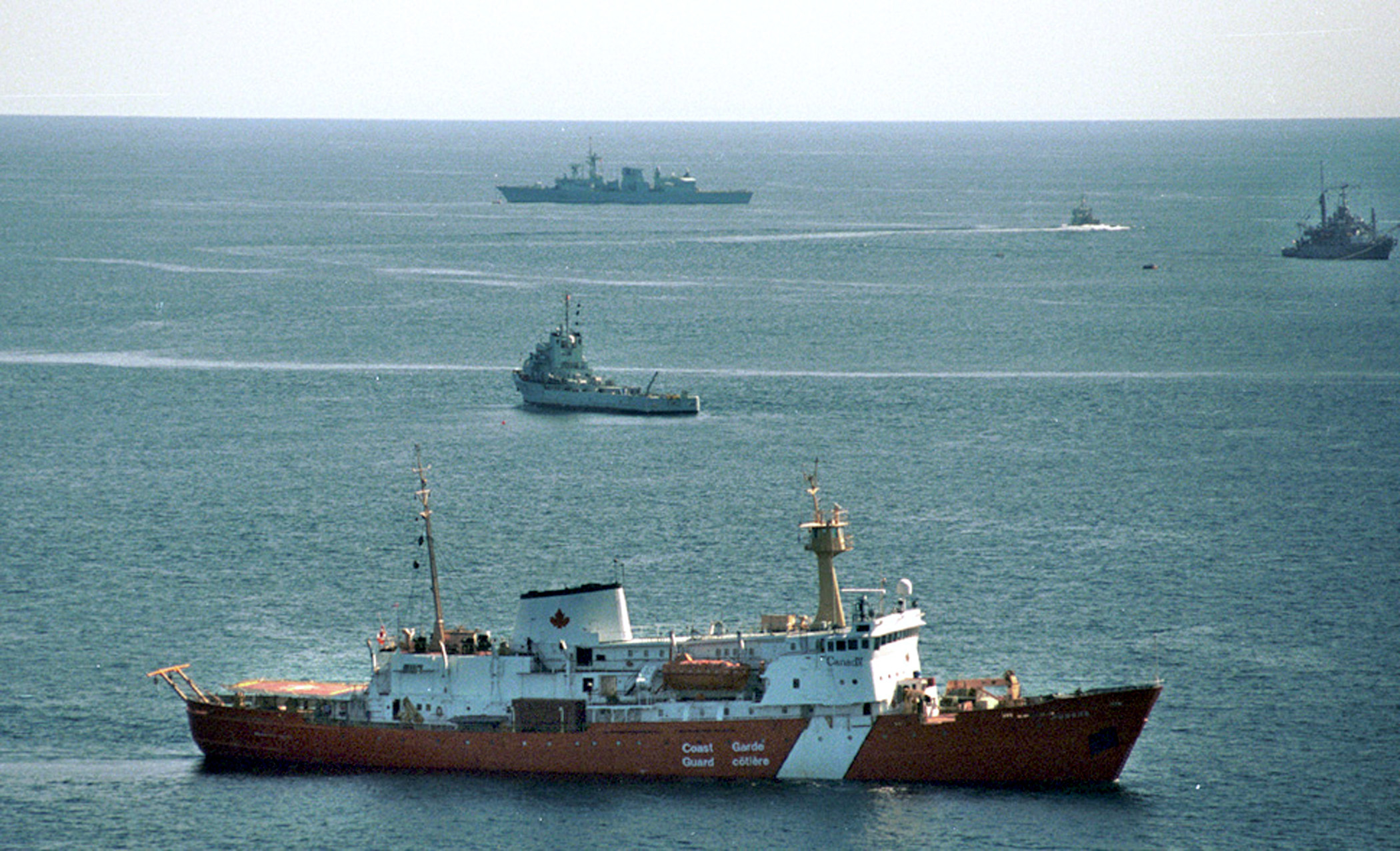
O CCGS Hudson procura os destroços do voo 111 da Swissair em 14 de setembro de 1998, com o HMCS Anticosti (centro), USS Grapple (direita) e uma fragata da classe Halifax (atrás)

Com mergulhadores CF (mergulhadores de liberação da marinha, mergulhadores de inspeção portuária, mergulhadores da equipe do navio e mergulhadores de combate do Exército) trabalhando na recuperação, um pedido foi feito pelo governo do Canadá ao governo dos Estados Unidos para um navio maior de recuperação de salvamento dedicado. O USS Grapple foi encarregado do esforço de recuperação, chegando da Filadélfia em 9 de setembro. Entre a tripulação do Grapple estavam 32 mergulhadores de salvamento. Além disso, o USS Grapple recebeu duas equipes de mergulhadores de autorização da Marinha canadense que voaram pelo Canadá a partir da Unidade de Mergulho da Frota (FDU) do Pacífico.
O gravador de voz da cabine (CVR) e o gravador de dados de voo (FDR) foram encontrados pelo submarino HMCS Okanagan usando sonar para detectar os sinais do localizador subaquático e foram rapidamente recuperados por mergulhadores da Marinha Canadense (o FDR em 6 de setembro e o CVR em 11 de setembro). 1998). Ambos pararam de gravar quando a aeronave perdeu energia elétrica a aproximadamente 10.000 pés (3.000 m), 5 minutos e 37 segundos antes do impacto.
A operação de recuperação foi orientada pelo TSB com recursos das Forças Canadenses, Guarda Costeira Canadense, Real Polícia Montada do Canadá e outras agências. A área foi pesquisada usando sonar de levantamento de rota, scanners de linha a laser e veículos operados remotamente (ROVs) para localizar itens. Depois de localizados, os detritos foram então recuperados (inicialmente por mergulhadores e ROVs, posteriormente por dragagem e arrasto).
Em 2 de outubro de 1998, o TSB iniciou uma operação pesada para recuperar a maior parte dos destroços das águas profundas antes do início das esperadas tempestades de inverno. Em 21 de outubro, cerca de 27% dos destroços foram recuperados. Nesse ponto da investigação, acreditava-se que o acidente foi causado por fiação defeituosa na cabine depois que o sistema de entretenimento começou a superaquecer. O TSB divulgou seu relatório preliminar em 30 de agosto de 2000 e o relatório final em 27 de março de 2003.
A fase final de recuperação de destroços empregou o navio Queen of the Netherlands para dragar os destroços restantes da aeronave. Foi concluído em dezembro de 1999 com 98% das aeronaves recuperadas: aproximadamente 279.000 lb (127.000 kg) de detritos de aeronaves e 40.000 lb (18.000 kg) de carga.

### Resposta às famílias e amigos das vítimas
O Aeroporto Internacional John F. Kennedy utilizou o JFK Ramada Plaza Hotel para abrigar parentes e amigos das vítimas do acidente, devido à localização central do hotel em relação ao aeroporto. Jerome Hauer, chefe da força-tarefa de gerenciamento de emergências da cidade de Nova York, elogiou as ações rápidas da Swissair e da parceira de codeshare Delta Air Lines na resposta ao acidente; ele havia criticado a Trans World Airlines em sua resposta ao acidente do voo TWA 800 em 1996.

## Investigação

### Identificação das vítimas
Os médicos legistas da RCMP identificaram positivamente a maioria dos corpos dentro de dez semanas após o acidente. Devido às forças de impacto extremas, apenas um corpo era identificável à vista. O perfil de DNA foi usado para identificar aproximadamente cem corpos, no que foi referido como "o maior projeto de identificação de DNA já realizado no Canadá". A RCMP entrou em contato com parentes das vítimas para solicitar prontuários médicos e prontuários odontológicos. Eles também foram solicitados a fornecer amostras de sangue para correspondência genética na identificação de DNA das vítimas. Cerca de 90 corpos foram identificados pelos médicos legistas usando prontuários odontológicos; devido ao grande número de radiografias odontológicas ante-mortem (antes da morte) disponíveis para os examinadores, esses corpos puderam ser identificados no final de outubro de 1998. Impressões digitais e radiografias ante-mortem foram usadas para identificar cerca de 30 corpos.

### Exame dos destroços
Estima-se que 2 milhões de pedaços de detritos foram recuperados e trazidos para a terra para inspeção em uma instalação de manuseio seguro em um parque industrial marinho em Sheet Harbour, onde pequenos materiais foram inspecionados manualmente por equipes de oficiais da RCMP em busca de restos humanos, objetos pessoais e objetos de valor de porão de carga da aeronave. O material foi então transportado para o CFB Shearwater, onde foi classificado e inspecionado por mais de 350 investigadores de várias organizações e empresas, incluindo o Conselho de Segurança e Transporte do Canadá (CSTC; Transportation Safety Board of Canada - TSB em inglês; Bureau de la sécurité des transports du Canada - BST em francês), o Conselho Nacional de Segurança e Transporte (CNST; National Transportation Safety Board - NTSB em inglês) dos EUA, a Administração Federal de Aviação (AFA; Federal Aviation Administration - FAA em inglês) dos EUA, o Conselho de Investigação de Acidentes Aéreos da Suíça (CIAAS; Swiss Aircraft Accident Investigation Bureau - SAAIB em inglês), Boeing, Pratt & Whitney, Associação dos Pilotos de Linhas Aéreas e Swissair.
À medida que cada pedaço de destroços era trazido, era cuidadosamente limpo com água fresca, classificado e pesado. O item foi então colocado em uma área específica de um hangar no CFB Shearwater, com base em um sistema de grade representando as várias seções do avião. Todos os itens não considerados significativos para o acidente foram armazenados com itens semelhantes em caixas grandes. Quando uma caixa estava cheia, ela era pesada e movida para uma estrutura temporária personalizada (J-Hangar) em uma pista descontinuada para armazenamento de longo prazo. Se considerado significativo para a investigação, o item foi documentado, fotografado e mantido no hangar de exame ativo. Uma atenção especial foi dada a qualquer item que mostrasse danos causados pelo calor, queimaduras ou outras marcas incomuns. A frente de 33 pés (10 m) da aeronave, da frente da cabine de comando até perto da frente da cabine de passageiros de primeira classe, foi reconstruída. As informações obtidas por isso permitiram aos investigadores determinar a gravidade e os limites dos danos causados pelo fogo, suas possíveis origens e progressão.
A falta de dados do gravador de voo para os últimos seis minutos do voo acrescentou complexidade significativa à investigação e foi um fator importante em sua longa duração. A equipe do TSB teve que reconstruir os últimos seis minutos de voo inteiramente a partir das evidências físicas. A investigação se tornou a maior e mais cara investigação de acidentes de transporte na história do Canadá, custando CA$ 57 milhões (US$ 48,5 milhões) ao longo de cinco anos.

### Gravações da cabine
O gravador de voz da cabine usava uma fita de gravação de 1⁄4 polegadas (6 mm) que só registra 30 minutos. Portanto, reteve apenas aquela meia hora do voo antes que os gravadores falhassem, seis minutos antes do acidente. A gravação e transcrição do CVR foram cobertas por um privilégio estrito sob a seção 28 do Canadian Transportation Accident Investigation and Safety Board Act e, portanto, não foram divulgadas publicamente, embora as gravações de controle de tráfego aéreo sejam menos estritamente privilegiadas: a seção 29 do mesmo ato fornece apenas que não podem ser utilizados em determinados processos judiciais. As transcrições do controle de tráfego aéreo foram divulgadas poucos dias após o acidente em 1998 e o áudio do controle de tráfego aéreo foi divulgado em maio de 2007, após uma decisão do Tribunal Federal de Recursos. Vários minutos importantes do áudio do controle de tráfego aéreo podem ser encontrados no site do Toronto Star.
Em 1999, um artigo no The Wall Street Journal alegou que os pilotos discordavam sobre despejar combustível ou descer direto para Halifax. Com base nos resumos internos do TSB da gravação do CVR, o Journal afirmou que o co-piloto Löw sugeriu etapas visando um pouso rápido, que foram ignorados ou rejeitados pelo capitão Zimmermann. Os investigadores da Swissair e canadenses não comentaram sobre a precisão da reportagem, com um porta-voz da TSB considerando-a "uma interpretação de um repórter de um documento resumido do que poderia ter sido" no CVR.

### Causa provável
A investigação do Conselho de Segurança e Transporte do Canada identificou onze causas e fatores que contribuíram para o acidente em seu relatório final. A primeira e mais importante foi:

Os padrões de certificação de aeronaves para inflamabilidade de materiais eram inadequados, pois permitiam o uso de materiais que poderiam ser inflamados e sustentar ou propagar o fogo. Consequentemente, o material inflamável propagou um incêndio que começou acima do teto no lado direito da cabine, perto da parede traseira da cabine. O fogo se espalhou e se intensificou rapidamente na medida em que degradou os sistemas da aeronave e o ambiente da cabine e, finalmente, levou à perda de controle da aeronave.
Os investigadores identificaram evidências de arcos elétricos na fiação da rede de entretenimento a bordo, mas isso não disparou os disjuntores, que não foram projetados para desligar a eletricidade que alimentou esta fiação, isso, caso tivesse um problema na corrente elétrica, tal como o arco elétrico. A investigação não conseguiu determinar se este arco foi o "evento principal" que se supôs ter inflamado a cobertura inflamável em mantas de isolamento de polietileno metalizado que se espalharam rapidamente por outros materiais inflamáveis. Depois que a tripulação cortou a energia dos sistemas "não essenciais" da cabine, um fluxo reverso nos dutos de ventilação da cabine aumentou a quantidade de fumaça que chegava à cabine de comando. No momento em que a tripulação tomou conhecimento da gravidade do incêndio, ele havia se tornado tão extenso que era impossível lidar com o ocorrido.
A rápida disseminação de falhas de energia elétrica levou ao colapso dos principais sistemas aviônicos, incluindo os instrumentos de voo, e a tripulação logo ficou incapaz de controlar a aeronave e a pilotagem ficou às cegas. O piloto em comando foi forçado a voar manualmente porque não tinha luz para ver seus controles depois que a iluminação dos instrumentos falhou, além de que com o incêndio dos cabos elétricos da aeronave, fez o piloto automático desativar sozinho. O avião carregado de combustível estava acima do peso máximo de pouso, então a tripulação de voo ativou o despejo de combustível. Os pilotos perderam todo o controle e o avião condenado voou para o oceano sem comando. Fragmentos recuperados do avião mostram que a temperatura dentro da cabine ficou tão alta que peças de alumínio no teto da cabine de comando derreteram. O indicador de atitude de espera recuperado e os indicadores de velocidade no ar mostraram que a aeronave atingiu a água a 300 nós (560 km / h; 350 mph) em uma atitude de 20 graus de nariz para baixo e inclinação de 110 graus; a força de impacto da aeronave caindo no Oceano Atlântico foi calculada em 350 vezes a força da gravidade (força "g"), fazendo com que a aeronave se despedaçasse em mais de 2 milhões de peças. A morte foi instantânea para todos os passageiros e tripulantes devido às forças de impacto e desaceleração.

### Recomendações de segurança
O TSB fez nove recomendações relacionadas a mudanças nos materiais da aeronave (testes, certificação, inspeção e manutenção), sistemas elétricos e captura de dados de voo, pois ambos os gravadores de voo pararam quando perderam energia seis minutos antes do impacto. Também foram feitas recomendações gerais sobre melhorias nas listas de verificação e nos equipamentos e treinamento de detecção e combate a incêndios. Essas recomendações levaram a mudanças generalizadas nos padrões da Administração Federal de Aviação dos EUA, afetando principalmente a fiação e a proteção contra incêndio.

## Legado

### Trabalhos perdidos
Duas pinturas, incluindo Le Peintre (O Pintor) de Pablo Picasso, estavam a bordo da aeronave e foram destruídas no acidente.

### Processo civil

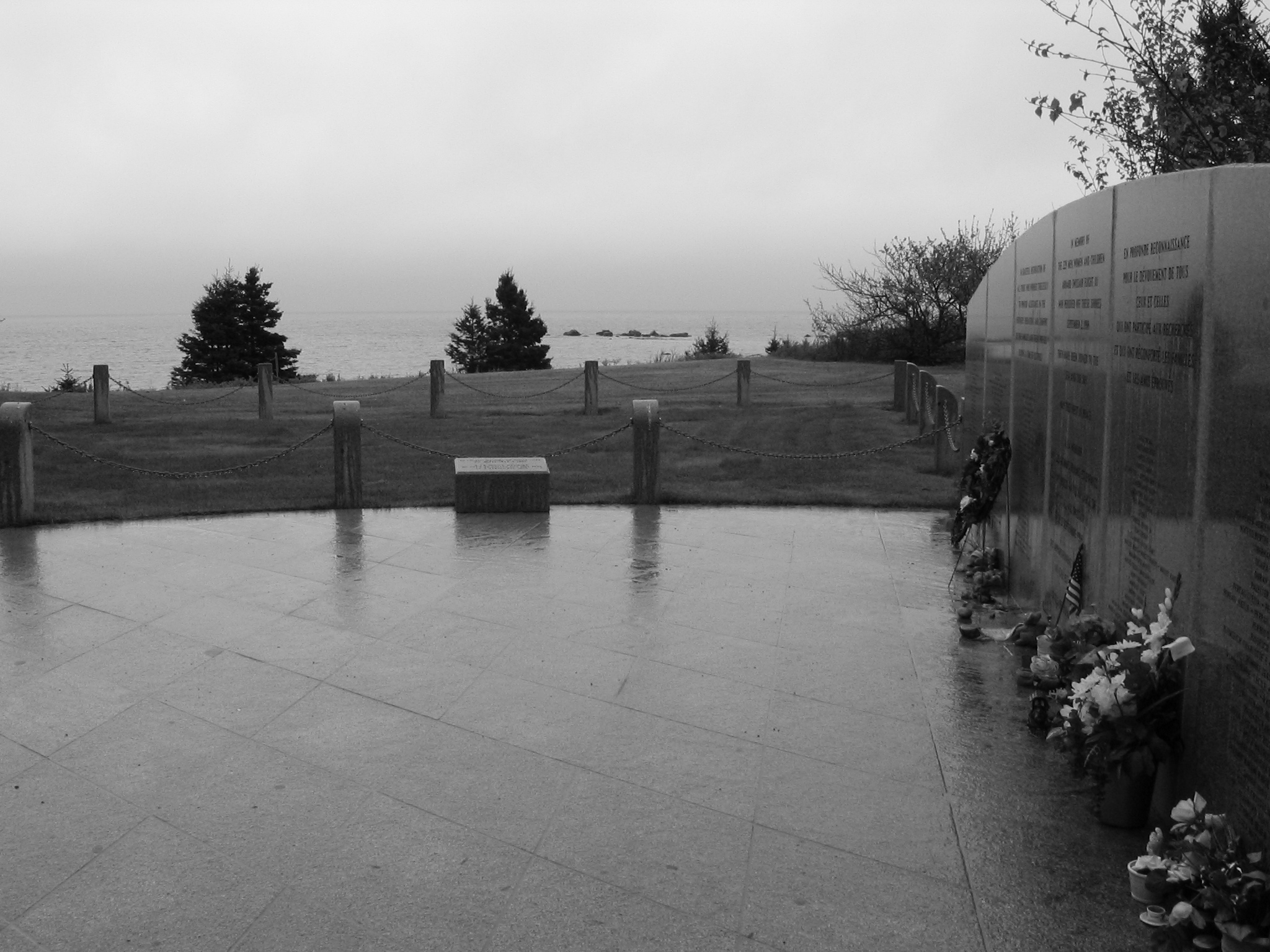
Memorial em Bayswater, Nova Escócia

Em setembro de 1999, a Swissair, a Delta Air Lines e a Boeing (que havia adquirido a McDonnell Douglas por meio de uma fusão em 1997) concordaram em compartilhar a responsabilidade pelo acidente e ofereceram às famílias dos passageiros uma compensação financeira. A oferta foi rejeitada em favor de um processo de US$ 19,8 bilhões contra a Swissair e a DuPont, fornecedora do revestimento de isolamento Mylar. Um tribunal federal dos EUA decidiu contra danos punitivos em fevereiro de 2002. As compensações resultantes para um grupo de demandantes totalizaram mais de US$ 13 milhões.

### Memoriais e tributos

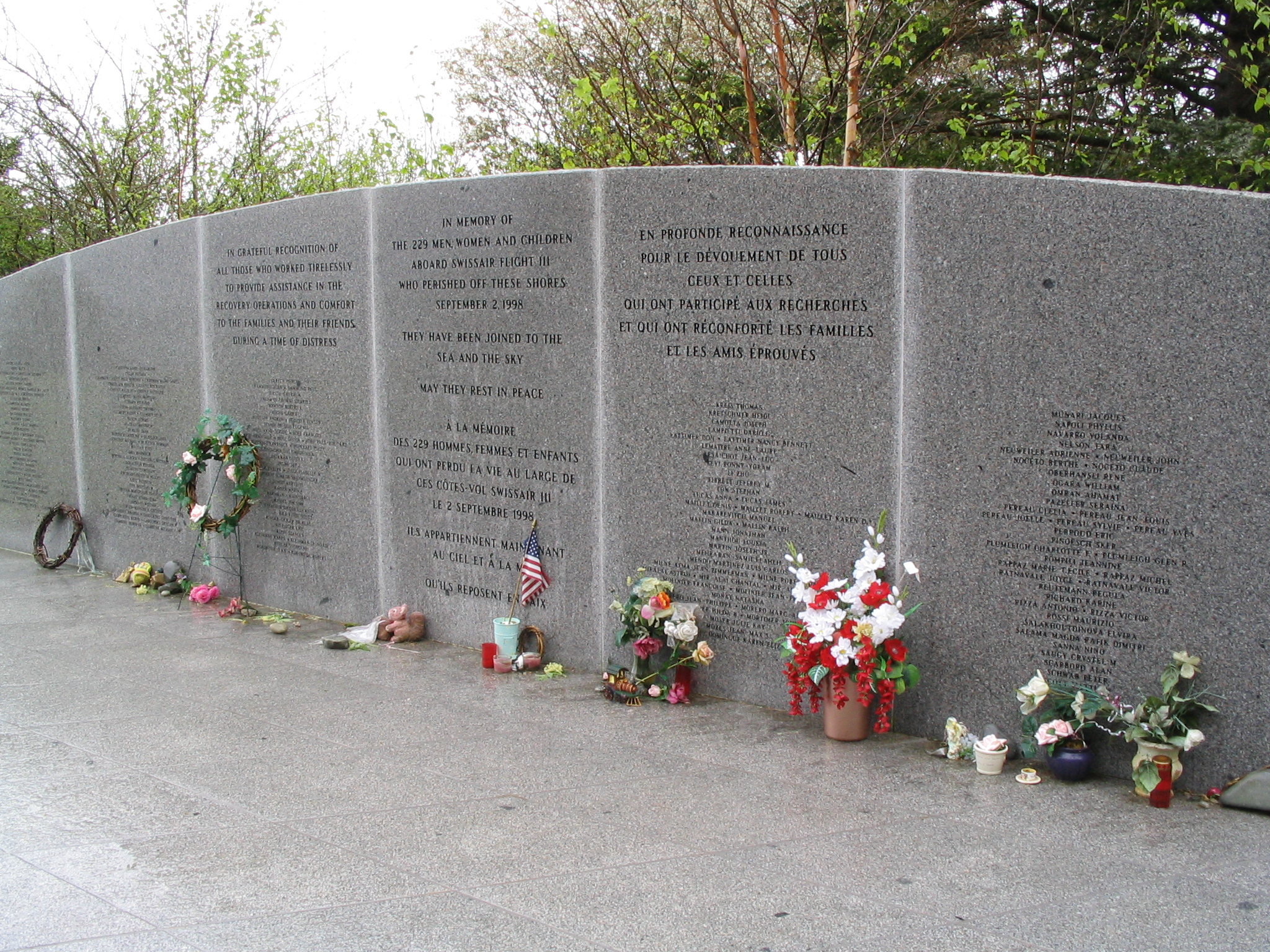
Flores no memorial de Bayswater

Um serviço memorial não-denominacional foi realizado no terreno da East St. Margaret's Elementary School em Indian Harbor em 9 de setembro de 1998. Entre os presentes estavam 175 parentes das vítimas do acidente, o ex-presidente suíço Flavio Cotti (1939-2020), o ex-primeiro-ministro canadense Jean Chrétien e Primeiro-ministro da Nova Escócia, Russell MacLellan. Um serviço memorial também foi realizado em Zurique em 11 de setembro de 1998. No ano seguinte, outro memorial foi realizado na Nova Escócia.

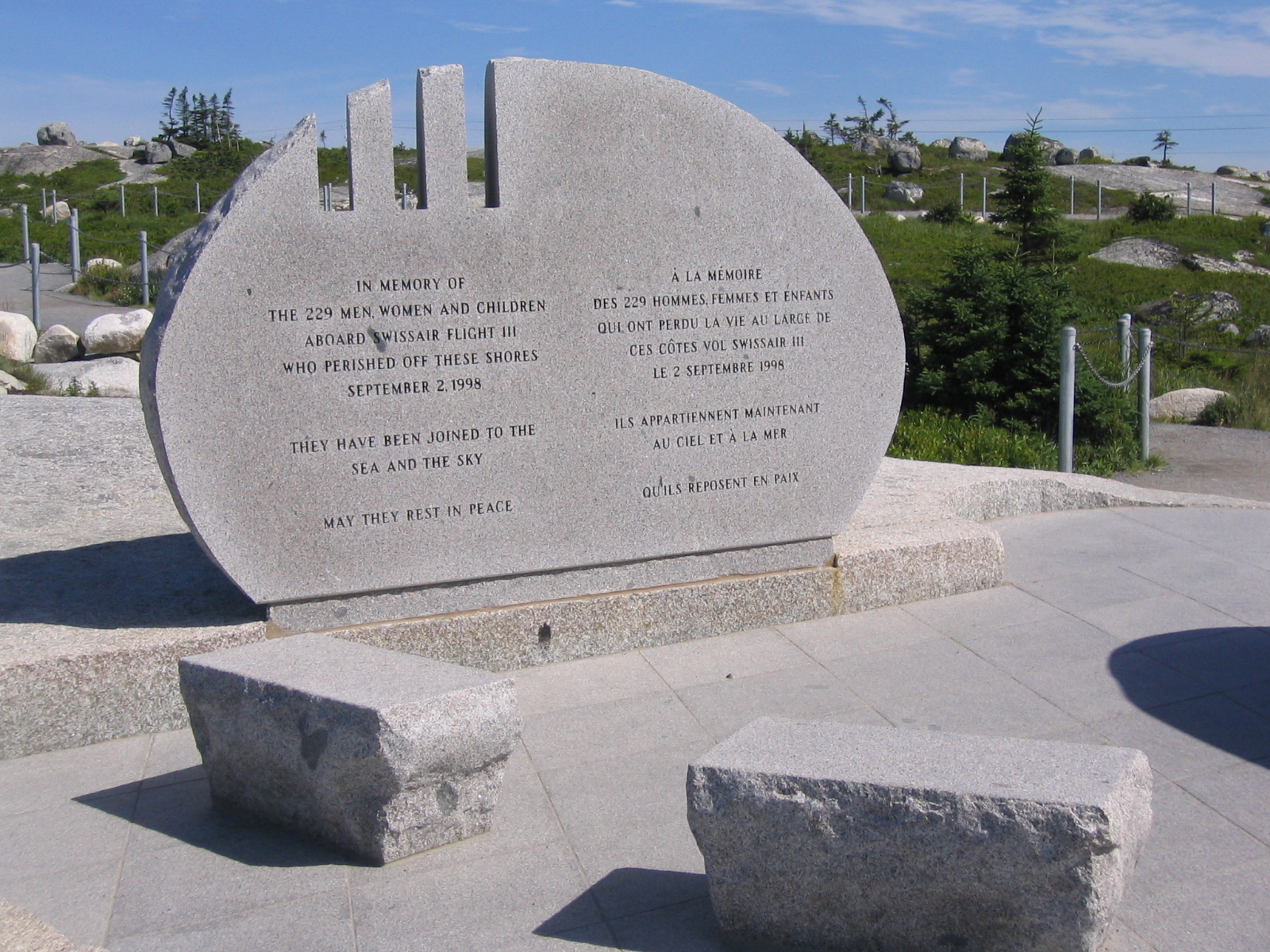
Memorial em Peggy's Cove

Dois memoriais para aqueles que morreram no acidente foram estabelecidos pelo governo da Nova Escócia. Um é a leste do local do acidente em The Whalesback, um promontório de 1 quilômetro (0,62 mi; 0,54 nmi) ao norte de Peggy's Cove. A segunda é uma comemoração mais privada, mas muito maior, localizada a oeste do local do acidente, perto do Bayswater Beach Provincial Park, na Península de Aspotogan, em Bayswater. Aqui, os restos mortais não identificados das vítimas estão enterrados. Um fundo foi estabelecido para manter os memoriais e o governo aprovou uma lei para reconhecer os memoriais. Vários outros fundos de caridade também foram criados, incluindo um em nome de uma jovem vítima da Louisiana, Robert Martin Maillet, que forneceu dinheiro para crianças necessitadas, e um em nome da mãe de Robert, Karen E. Maillet-Domingue (também uma das vítimas), que concedeu bolsas de estudo.
Um outro memorial permanente, embora não acessível ao público, foi criado dentro do centro de operações do Aeroporto de Zurique, onde uma simples placa no piso térreo na abertura central de uma escada em espiral presta homenagem às vítimas.

### Consequências e impactos na indústria
A queda do voo 111 foi um duro golpe para a Swissair, principalmente porque o sistema de entretenimento de bordo que causou o acidente foi instalado na aeronave para atrair mais passageiros, a fim de aliviar as dificuldades financeiras da companhia aérea. A Swissair faliu logo após os ataques de 11 de setembro de 2001, um evento que causou uma interrupção significativa e generalizada no setor de transporte aéreo.
Após o acidente do voo 111, o número de voo da rota Nova York-Genebra da Swissair foi alterado para SR139, embora a rota ainda fosse operada por aeronaves MD-11. Após a falência da Swissair em 2002, seus direitos de tráfego internacional foram passados para a Crossair, que começou a operar voos como Swiss International Air Lines, mudando o número de voo da rota Nova York-Genebra para LX023, que hoje a rota é operada por A330-300 e o MD-11 foi retirado da frota suíça no final de 2004.

## Na cultura popular
- Os eventos do voo 111 foram apresentados em "Fire on Board", episódio 3 da 1ª temporada (2003) da série de TV canadense Mayday (chamada Air Emergency and Air Disasters nos EUA e Air Crash Investigation no Reino Unido e em outros lugares do mundo). A reconstituição foi transmitida nos Estados Unidos com o título "Fire in the Sky" e "Fogo a Bordo" no Brasil[74] e em Portugal. O voo também foi incluído em um especial da 6ª temporada (2007) intitulado "Fatal Flaw", que foi chamado de "Fatal Fix" no Reino Unido, Austrália e Ásia e "Conserto Fatal" no Brasil.[75]
- Houve vários outros documentários sobre o voo 111: um episódio da série The Fifth Estate da CBC intitulado "The Investigation of Swissair 111"; um episódio do The Nature of Things da CBC; um episódio do NOVA da PBS intitulado "Aircrash"; um episódio de "Desastres do Século "do History Channel; e um episódio de Seconds From Disaster do National Geographic Channel, intitulado "Fire in the Cockpit" ("Tragédia no Voo da Swissair" no Brasil[76]) contou com entrevistas com parentes das vítimas, testemunhas e a equipe de investigação junto com uma reconstituição do acidente com atores e imagens de computação gráfica para simular como foi o desastre.
- O desastre foi apresentado no canal de televisão suíço SRF, em uma dramatização chamada Feuer an Bord – Die Tragödie von Swissair Flug 111 (Fire on Board – The Tragedy of Swissair Flight 111 em inglês).[77]
- A coleção de 2011 do poeta canadense Jacob McArthur Mooney, Folk, interroga tangencialmente o desastre e seu efeito sobre os moradores da Nova Escócia.[78]
- O poema da poeta canadense Eleonore Schönmaier[79] de sua coleção Treading Fast Rivers analisa o efeito do acidente em uma vila da Nova Escócia.[80]
- A música "TV on 10" do álbum de 2013 Hokey Fright do The Uncluded descreve, na noite do acidente, estar na companhia de um amigo cuja mãe estava a bordo do voo.[81]
- O desastre foi mencionado no filme chinês Crash Landing, no qual um dos parceiros de negócios do passageiro foi morto no acidente.[82]